# Roger des Roches
Roger des Roches (lat. Rogerius de Montibus; * vor 1125; † nach 1149) war Konstabler von Antiochia.
Er war wahrscheinlich der Sohn eines normannischen Ritters am Hof Heinrichs I. von England und war im Gefolge des Raimund von Poitiers ins Fürstentum Antiochia gekommen, wo Raimund 1136 Fürstin Konstanze heiratete. Unter Fürst Raimund wurde er Konstabler von Antiochia. Im Amt des Konstabler taucht er in mehreren von dessen Urkunden als Zeuge auf, erstmals am 19. April 1140, zuletzt am 1. Februar 1149. Unter Raimunds Nachfolger, Konstanzes zweitem Gatten Rainald, wurde ein neuer Konstabler namens Archibald eingesetzt, der im Mai 1153 urkundlich belegt ist.
Roger hatte einen Neffen namens Peter, der 1143 in einer Urkunde Raimunds II. von Tripolis, als Zeuge auftritt. Radulf des Roches, der zwischen 1186 und 1194 als Konstabler von Antiochia belegt ist, war ein Verwandter, womöglich ein Nachkomme Rogers.